# 실직선

실직선

실직선(實直線, real line) 또는 실수 직선(real number line)이란, 그 위의 점들이 모두 실수인 직선을 말한다. 즉, 실직선은 모든 실수의 집합 R로, 기하학적 공간으로 보면 1차원의 유클리드 공간이라 할 수 있다. 이외에도 벡터 공간 (또는 아핀 공간), 거리 공간, 위상 공간, 측도 공간, 선형 연속체로 여겨질 수 있다.

## 같이 보기
- 실수
- 직선